# Adriana Garroni
Adriana Garroni (Roma, 22 de março de 1966) é uma matemática italiana, especializada em análise matemática, incluindo cálculo variacional, teoria da medida geométrica, teoria do potencial e aplicações à modelagem matemática de materiais, incluindo plasticidade e fratura. É professora de matemática na Universidade de Roma "La Sapienza".

## Formação e carreira
Garroni nasceu em 22 de março de 1966 em Roma, e apesar de ter como mãe a professora de matemática Maria Giovanna Garroni, cresceu dividida entre a matemática e as artes.
Depois de receber uma laurea em matemática em 1991 da Universidade de Roma "La Sapienza", foi para a [Scuola Internazionale Superiore di Studi Avanzati]] (SISSA) em Trieste para estudo de pós-graduação em análise funcional com Gianni Dal Maso, obtendo um mestrado em 1993 e completando um doutorado em 1994.
Retornou à Universidade Sapienza como pesquisadora em 1995, tornou-se professora associada em 1998 e foi nomeada professora titular em 2017.